# Belfort van Aalst
Het Schepenhuis van Aalst, zoals het nu bestaat is een gebouw uit de 15e eeuw en wordt ook wel het Belfort van Aalst of Oud-Schepenhuis genoemd. Het staat op de Grote Markt en bestaat uit drie delen, namelijk het schepenhuis zelf, het belfort en het gebiedshuisje (groot 0,038 hectare). Het belfort staat als onderdeel van de belforten in België en Frankrijk op de lijst van het UNESCO-wereldcultuurerfgoed. 

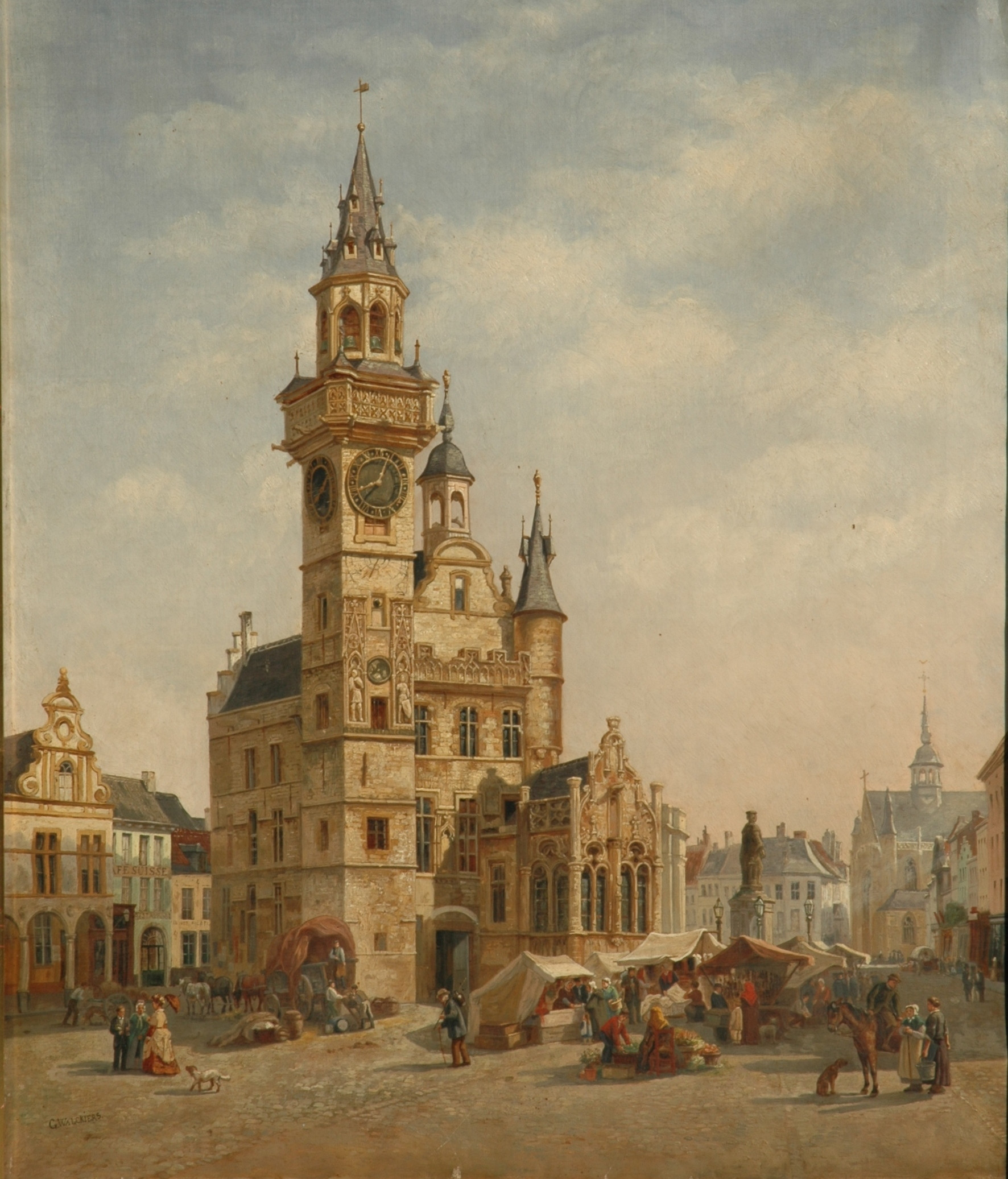
Schilderij van Walckiers uit 1880

## Schepenhuis
Het oorspronkelijke huis werd in Leedse zandsteen gebouwd in 1225, dus in vroeggotiek. Het onderste deel van de achtergevel is romaans (ca. 1230). Het Schepenhuis is vermoedelijk de oudst bewaarde in zijn soort in de Nederlanden, hoewel het verschillende malen verwoest en herbouwd is. Zo werd het gebouw in 1380 platgebrand tijdens een Gentse opstand onder leiding van Lodewijk van Male. Tot in 1650 had het Schepenhuis ook een altaar, waar dagelijks de mis werd gelezen. De gemeenteraadszittingen vinden er sedert de jaren 1980 opnieuw plaats.

## Belfort
Het belfort werd pas in 1460 gebouwd met daarin een beiaard. Op de voorzijde staan twee beelden die de graven van Vlaanderen en van Aalst voorstellen. Daartussen hangt een zonnewijzer uit 1600.
Op 7 juli 1879 brandde een gedeelte van het gebouw opnieuw af tijdens een vuurwerk. De voorgevel, het fronton, het torentje en het belfort werden hersteld en de beiaardklokken werden hergoten en uitgebreid van 38 naar 52.  In 2021 raakte bekend dat het Belfort grondig gerestaureerd wordt. In de nissen, boven de leuze (1555) Nec spe, nec metu (noch door hoop, noch door vrees), bevinden zich de beelden van een krijger en een poorter, symbolen van de macht en de vrijheid van het oude Aalst alsook het Land van Aalst.

### Beiaard
De nog werkende beiaard herinnert elk kwartier aan de eeuwenoude aanwezigheid van het belfort op de Grote Markt. De neogotische cijfers van het uurwerk op de toren werden in de jaren 1960 vervangen door een wijzerplaat met halve bollen. De Aalstenaars noemden van toen af het belfort "de tettentoeren", verwijzend naar de gelijkenis tussen de klok en borsten. 

## Gebiedshuisje
Het vooruitspringend laatgotisch gebiedshuisje (1474) werd in 1543 afgebroken en herbouwd. Heeft bovenaan vijf beelden uit de 19e eeuw: keizer Karel, Dirk van Aalst, de Latijnse dichters Jan en Korneel de Schrijver en de schilder Pieter Coecke van Aelst. In het gebiedshuisje werden door de baljuw of de stadhouder wetten afgekondigd.

## Kelders
Onder het gebiedshuisje bevindt zich een 23-delige trap die leidt tot aangelegde kelders die als folterkamers gebruikt werden. Hier werd de bende van Jan de Lichte berecht. Dit unieke complex kreeg een hedendaagse culturele bestemming, als vergaderruimte of tentoonstellingsruimte. Een korte tijd waren de kelders ook onderdeel van een escape room. 

## Afbeeldingen

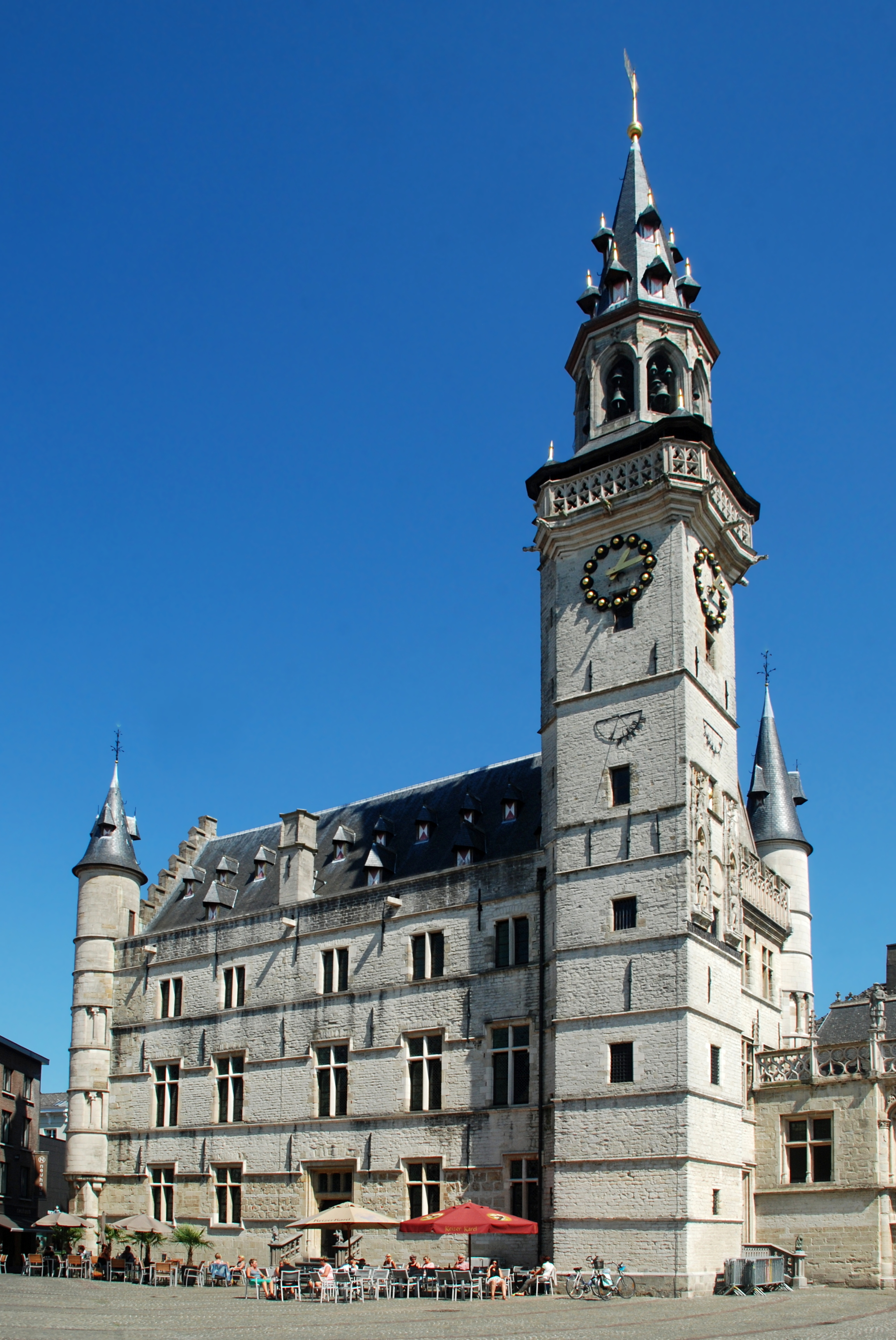
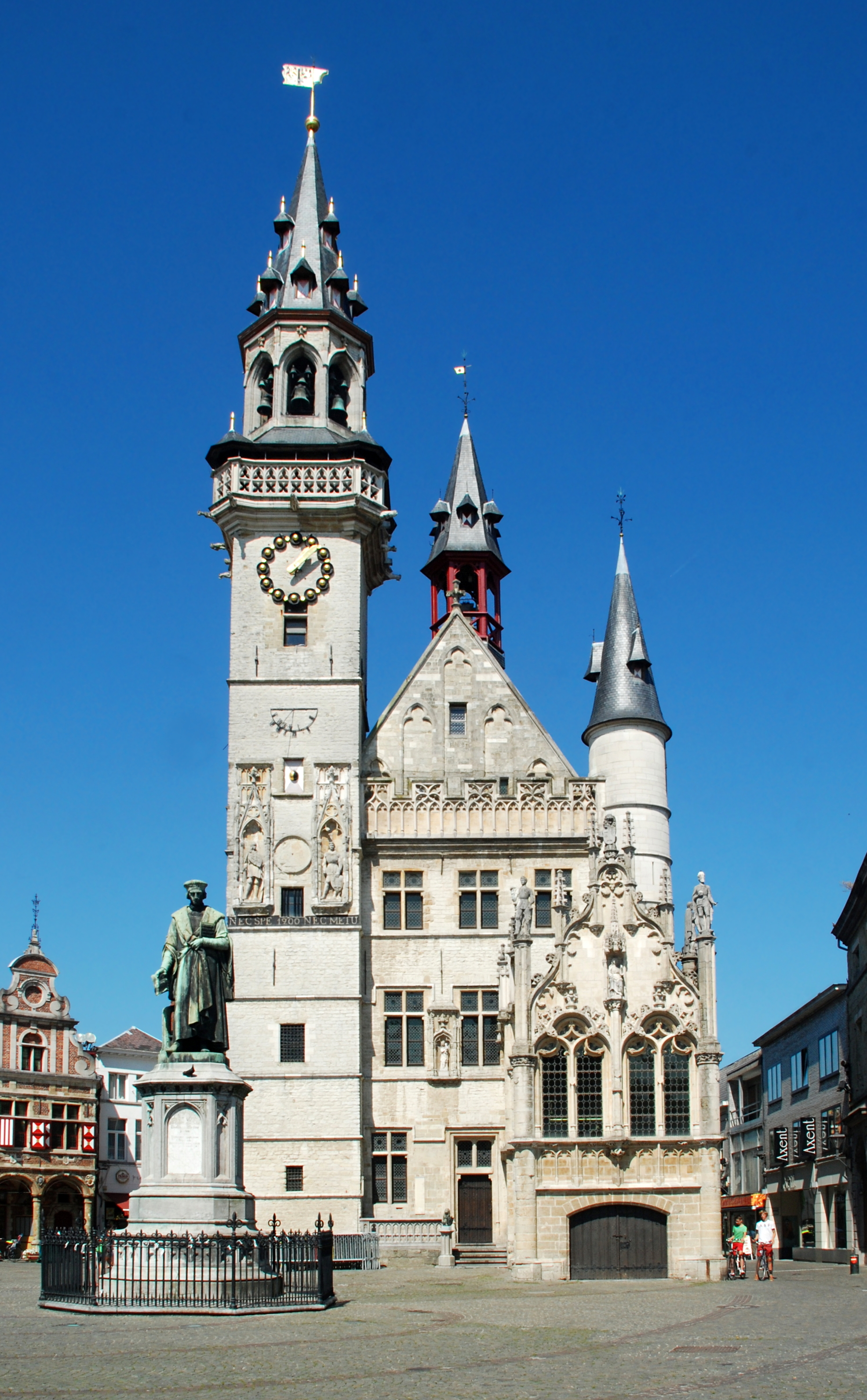
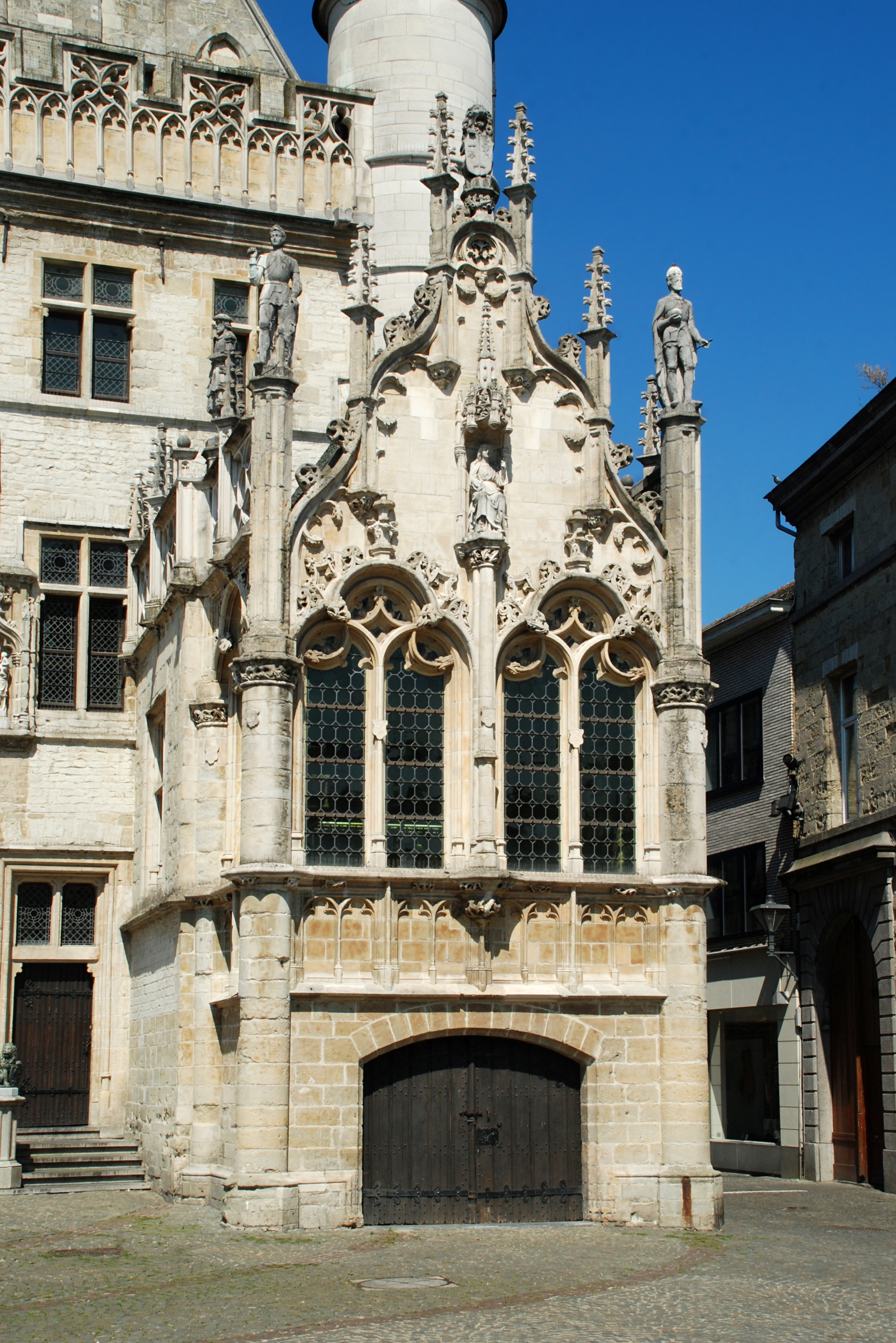
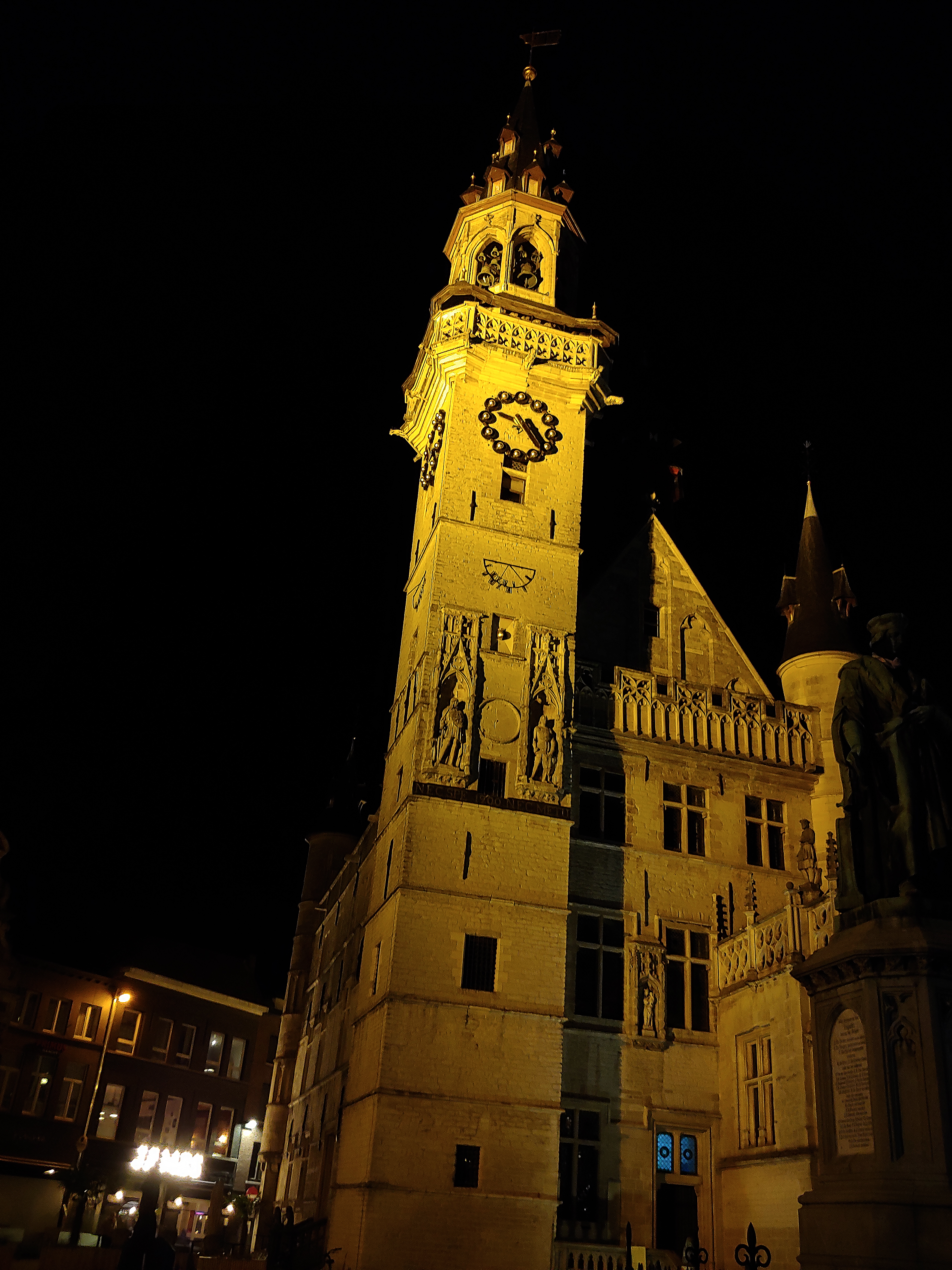
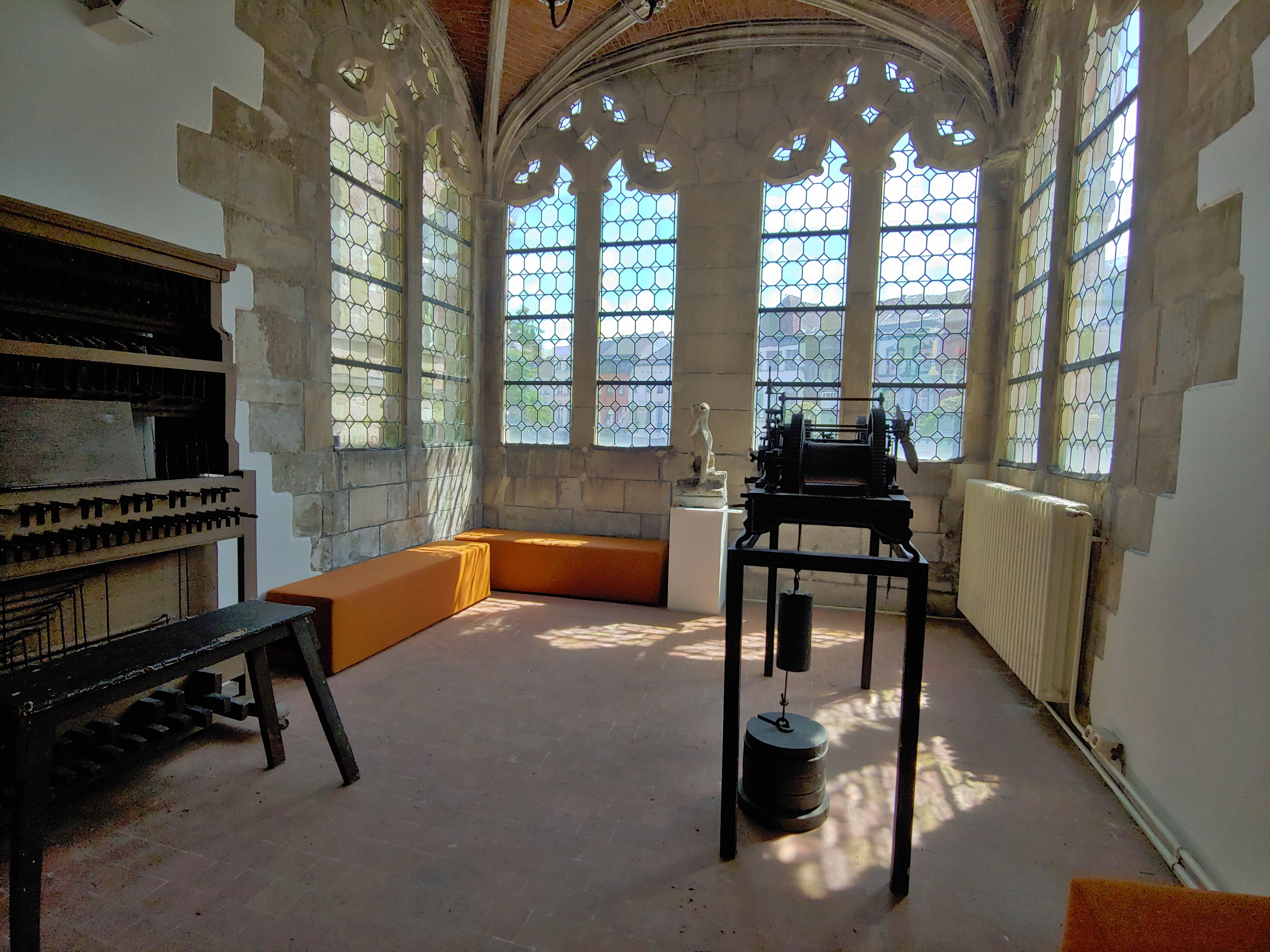
Binnenkant Gebiedshuisje
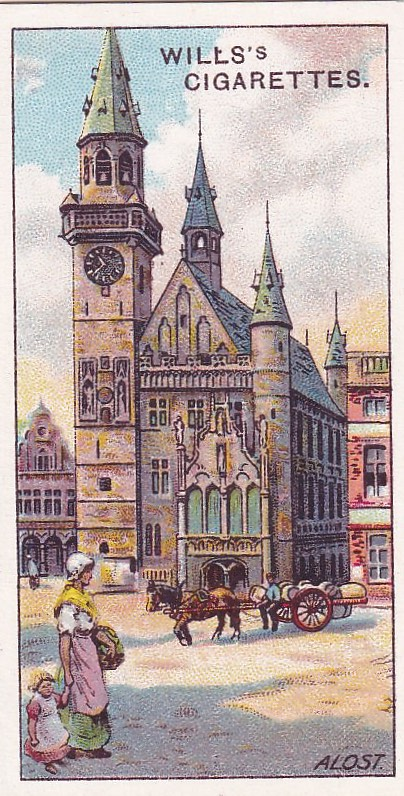
Het Belfort van Aalst afgebeeld op een pakje sigaretten